# Huayna Potosi
De Huayna Potosí is een 6.088 meter hoge berg in Bolivia, ongeveer 25 km ten noorden van La Paz. Hij maakt deel uit van het Cordillera Real-berggebied en is een van de zes zesduizenders in de bergketen. De top is met sneeuw en ijs bedekt en hij is een van de mooiste en bekendste bergen in Bolivia. De nabijheid van de steden La Paz en El Alto en de relatief eenvoudige normaalroute maakt hem tot favoriete klimberg. De eerste gedocumenteerde beklimming vond plaats in 1919.